# Episodi di The League (terza stagione)
La terza stagione della serie televisiva The League è stata trasmessa in prima visione sul canale statunitense FX dal 6 ottobre al 22 dicembre 2011.
In Italia, la stagione è trasmessa dall'8 luglio 2014 su Fox a notte fonda.
| nº | Titolo originale     | Titolo italiano              | Prima TV USA     | Prima TV Italia |
| -- | -------------------- | ---------------------------- | ---------------- | --------------- |
| 1  | The Lockout          | Chiusi fuori                 | 6 ottobre 2011   | 8 luglio 2014   |
| 2  | The Sukkah           | La festa del raccolto        | 13 ottobre 2011  | 9 luglio 2014   |
| 3  | The Au Pair          | La ragazza alla pari         | 20 ottobre 2011  | 10 luglio 2014  |
| 4  | Ol' Smoke Crotch     | Il Tacomarchio               | 27 ottobre 2011  | 11 luglio 2014  |
| 5  | Bobbum Man           | Mister Chiappetta            | 3 novembre 2011  | 12 luglio 2014  |
| 6  | Yobogoya!            | Cibo urbano                  | 3 novembre 2011  | 15 luglio 2014  |
| 7  | Carmenjello          | Fuori di seno                | 10 novembre 2011 | 16 luglio 2014  |
| 8  | Thaksgiving          | Due perfetti padroni di casa | 17 novembre 2011 | 17 luglio 2014  |
| 9  | The Out of Towner    | Il vecchio Chuck             | 1º dicembre 2011 | 18 luglio 2014  |
| 10 | The Light of Genesis | La setta religiosa           | 8 dicembre 2011  | 19 luglio 2014  |
| 11 | The Guest Bong       | Bong per gli ospiti          | 15 dicembre 2011 | 22 luglio 2014  |
| 12 | St.Pete              | San Pete                     | 22 dicembre 2011 | 23 luglio 2014  |
| 13 | The Funeral          | Il funerale                  | 22 dicembre 2011 | 24 luglio 2014  |